# Liste der Kulturdenkmäler in Strotzbüsch
In der Liste der Kulturdenkmäler in Strotzbüsch sind alle Kulturdenkmäler der rheinland-pfälzischen Ortsgemeinde Strotzbüsch aufgeführt. Grundlage ist die Denkmalliste des Landes Rheinland-Pfalz (Stand: 17. Juli 2023).

## Einzeldenkmäler
| Bezeichnung                            | Lage                   | Baujahr                  | Beschreibung | Bild                           |
| -------------------------------------- | ---------------------- | ------------------------ | --- | ------------------------------ |
| Wegekapelle                            | Hontheimer Straße Lage | 19. Jahrhundert          | Putzbau mit Fachwerkfront, 19. Jahrhundert | BW                             |
| Katholische Pfarrkirche St. Vinzenzius | Kirchstraße 12 Lage    | 15. oder 16. Jahrhundert | spätmittelalterlicher Chorturm, 15. oder 16. Jahrhundert, im Kern spätmittelalterliches, 1722 erneuertes Schiff, 1968 erweitert; Schaftkreuz als Pfarrergrabmal, frühes 19. Jahrhundert; Kreuzigungsbildstock, 18. Jahrhundert | weitere Bilder Fotos hochladen |